# Mytichtchi Arena
La Mytichtchi Arena (en russe : Арена Мытищи) est un complexe sportif situé à Mytichtchi, dans l'oblast de Moscou, en Russie.
Il peut servir de patinoire de hockey sur glace, de salle de basket-ball ou encore salle de concert. Le club de hockey sur glace de l'Atlant Mytichtchi y joue ses matchs à domicile.

## Historique
La salle a été construite en 2006 et a accueilli les championnats du monde du 27 avril au 13 mai 2007. Les groupes B et C de la compétition joueront dans cette patinoire, ainsi qu'une majorité des matchs de relégations. Les autres matchs se dérouleront dans la patinoire Khodynka Arena.
La salle de hockey sur glace est construite sur trois étages et peut accueillir 6 434 spectateurs sur une surface totale de 5 500 mètres carrés.
Le club de hockey sur glace du Khimik de l'Oblast de Moscou a autrefois joué dans cette patinoire.